# 25-та повітряна армія (США)
25-та повітряна армія (США) (англ. Twenty-Fifth Air Force) — повітряна армія, основна розвідувальна складова повітряних сил США, що була заснована у вересні 2014 року на фондах агентства розвідки та спостереження Повітряних сил (англ. Air Force Intelligence, Surveillance and Reconnaissance Agency), головного функціонального розвідоргану штабу ПС, переведеного на нову організаційну структуру. Основним призначенням повітряної армії було збір, аналіз, обробка узагальнення даних на основі розвідки, спостереження та рекогносцировки цілей, вивчення можливостей та ресурсів, у тому числі кібер- та геопросторових сил та надання експертної оцінки на підставі вивчених даних.
25-та повітряна армія веде свою історію від заснування у жовтні 1948 року Секретної служби ПС США (англ. United States Air Force Security Service), згодом Командування розвідки Повітряних сил США, що базувалося в Арлінгтон-Холлі у Вашингтоні та відповідало за безпеку комунікацій зв'язку і криптографію у Повітряних силах. 11 жовтня 2019 року армія була об'єднана з 24-ю повітряною армією та на їхній основі відновлена 16-та повітряна армія.